# 李忠臣
李 忠臣（り ちゅうしん、716年 - 784年）は、唐代の軍人。もとの姓は董、名は秦。本貫は幽州薊県。

## 経歴
河内府折衝の董神嶠の子として生まれた。若くして従軍し、軍隊の中でその能力は突出していた。幽州節度使の薛楚玉・張守珪・安禄山らに仕え、たびたび征討を任され、功労を重ねて折衝郎将・将軍同正・平盧軍先鋒使となった。
天宝14載（755年）、安禄山が反乱を起こすと、董秦は平盧軍の同輩たちと密議し、安禄山に従った節度使の呂知誨を殺害し、劉正臣を平盧軍節度使に立てた。董秦はその下で平盧軍兵馬使となった。長楊を攻め、独山で戦い、楡関・北平を襲い、安禄山の部将の申子貢・栄先欽を殺し、周釗を捕らえて長安に送るにあたって、董秦の功績は多大であった。また劉正臣に従って漁陽を落とし、安禄山の部将の李帰仁・李咸・白秀芝らを撃破した。潼関が陥落して、郭子儀と李光弼が軍を退くと、董秦は軍を引いて北帰した。奚王阿篤孤がはじめ劉正臣と合流したが、後に偽って1万騎あまりで范陽を奪回しようと言い、后城の南にいたって夜中に攻撃してきた。董秦は阿篤孤と戦い、温泉山でこれを撃破した。大首領の阿布離を捕らえ、纛釁鼓を祭って斬った。劉正臣が死去すると、董秦は平盧軍の人々と議論して安東都護の王玄志を節度使とした。
至徳2載（757年）1月、董秦は王玄志の命を受けて歩兵3000を率い、雍奴から葦筏で海を渡ろうとした。反乱軍の将の石帝庭・烏承洽が阻んだため、董秦は董竭忠とともにこれを退けた。転戦して日を重ね、魯城・河間・景城などを奪回した。また大将の田神功とともに兵を率いて平原郡・楽安郡を討ち、これを下した。安慶緒の刺史の臧瑜らを捕らえた。防河招討使の李銑が承制して董秦を徳州刺史とした。12月、史思明がひとたび唐に帰順すると、董秦は河南節度使の張鎬の命を受けて兵を率いて鄆州に赴き、諸軍とともに河南の州県を奪回した。さらに裨将の陽恵元とともに安慶緒の部将の王福徳を舒舎口で撃破した。粛宗の命により濮州に駐屯し、ほどなく韋城に移った。
乾元元年（758年）9月、董秦は光禄寺卿同正に転じた。この年、郭子儀ら9節度使とともに安慶緒を相州で包囲した。乾元2年（759年）2月、諸軍が敗北したため、董秦もまた撤退した。滎陽にいたり、反乱軍の将の敬釭が官船を襲ってくると、董秦はこれを撃破した。兵糧船200隻あまりを鹵獲すると、汴州の軍士の物資とした。ほどなく濮州刺史・縁河守捉使に任じられ、杏園渡に移鎮した。史思明が汴州を落とすと、節度使の許叔冀と董秦はともに反乱軍に降伏した。董秦は史思明とともに河陽に進攻した。数日後、董秦は夜間に500人で史思明の陣営に斬りこんで、包囲を突破して唐に帰順した。李光弼が奏聞し、董秦は開府儀同三司・殿中監同正を加えられた。長安に召し出され、姓は李氏、名は忠臣と賜り、隴西郡公に封じられた。
ときに陝西節度使の郭英乂と神策将軍の衛伯玉が陝州に駐屯しており、忠臣は陝西節度と神策軍の兵馬使をつとめた。魚朝恩がまた陝州にあり、忠臣はその下で反乱軍の将の李帰仁・李感義らと永寧・莎柵で戦って破った。淮西節度使の王仲昇が反乱軍に捕らわれたため、宝応元年（762年）7月に忠臣は太常寺卿同正・兼御史中丞・淮西十一州節度使に任じられた。ほどなく蔡州に駐屯したまま安州刺史を加えられた。この年、忠臣は元帥諸軍と合流して東都洛陽を奪回した。宝応2年（763年）6月、御史大夫を加えられた。ときに回紇の牟羽可汗が帰国すると、判官の安恪と石帝庭が河陽に留められて財物を守っていた。このため亡命者を招き集めて侵略者となり、道路を分断したことから、忠臣は勅命を受けてこれを鎮圧した。
永泰元年（765年）、吐蕃が唐の西方国境を侵犯すると、長安には戒厳が布かれた。代宗は諸道に救難を求める使者を送った。使者が淮西に到着すると、忠臣は即座に軍を整えた。監軍大将が吉日を選んで軍を進発させるよう求めたが、忠臣は即日のうちに進発させた。代宗はかれの忠節を嘉して、淮西観察使の位を加えた。大暦元年（766年）に同華節度使の周智光が挙兵して反乱を起こすと、大暦2年（767年）に忠臣は神策軍の将の李太清らとともにこれを討って鎮圧した。大暦3年（768年）、検校工部尚書を加えられた。大暦5年（770年）、蔡州刺史を加えられた。大暦7年（772年）、検校尚書右僕射・知中書省事をつとめた。大暦11年（776年）、李霊曜が反乱を起こすと、田承嗣が甥の田悦を派遣して李霊曜を助けたため、忠臣は諸軍とともに田悦らを破り、汴州を平定した。12月、検校司空・同中書門下平章事・汴州刺史を加えられ、西平郡王に封じられた。
忠臣はその性格が貪欲残忍好色であり、部将や属吏の妻女の多くを誘い脅してこれと私通した。また軍には綱紀がなく、いたるところで暴れまわった。忠臣は妹の夫の張恵光を衙将としたが、張恵光は威勢をたのんで悪虐で、軍中はこれに苦しめられた。まもなく忠臣は張恵光を節度副使とし、張恵光の子を衙将としたが、子の横暴ぶりはその父を上回った。大暦14年（779年）3月、大将の李希烈は少将の丁皓・賈子華や監軍判官の蔣知璋らとともに挙兵して張恵光父子を斬り、忠臣を脅して追放した。忠臣は単騎で長安に赴いたが、朝廷の責めを受けず、検校司空・平章事のまま、奉朝請として長安に留まった。
忠臣は朴直で書を知らず、儒生を好まなかった。兵権を奪われた後、官位は高かったものの、鬱々として志を得なかった。建中4年（783年）、朱泚が反乱を起こすと、忠臣は朱泚の下で司空となり、侍中を兼ねた。朱泚が兵を率いて奉天に迫ると、忠臣は朱泚の命を受けて長安の留守をつとめた。興元元年（784年）、朱泚が敗れると、忠臣は樊川の別荘に逃れ、李晟の部下に捕らえられた。忠臣はその子とともに斬り殺された。享年は69。その家の財産を没収された。

## 伝記資料
- 『旧唐書』巻145 列伝第95
- 『新唐書』巻224下 列伝第149下